# Godzina policyjna (film)
Godzina policyjna (ang. Curfew) – amerykański dramatyczny film krótkometrażowy z 2012 roku w reżyserii i na podstawie scenariusza Shawna Christensena.

## Nagrody
| Nagroda | Kategoria                               | Nominacja         | Wynik   | Źródło |
| Oscar   | Najlepszy krótkometrażowy film aktorski | Godzina policyjna | Wygrana | [ 1 ]  |

## Kontynuacja
W 2014 roku powstał pełnometrażowy film pt. Zanim zniknę będący kontynuacją Godziny policynej. W filmie ponownie zagrali Shawn Christensen oraz Fátima Ptacek. Część scen i dialogów z krótkometrażówki została wykorzystana w produkcji.